# Cibotium crassinerve
Cibotium crassinerve là một loài dương xỉ trong họ Cibotiaceae. Loài này được Rosenst. mô tả khoa học đầu tiên năm 1917.
Danh pháp khoa học của loài này chưa được làm sáng tỏ. 